# Our Dancing Daughters
Our Dancing Daughters ist ein US-amerikanischer Stummfilm mit Joan Crawford. Der Film war der erste aus einer Serie von drei Filmen, die mit Our Blushing Brides 1930 ihr Ende fand und stets das Schicksal von drei Freundinnen schilderten. Der Film machte einen Star aus Joan Crawford und repräsentierte das Lebensgefühl der Roaring Twenties.

## Handlung
Diana Medford stammt aus gutem Haus und ist ein klassisches Partygirl. Mit ihren Freundinnen Beatrice und Anne feiert sie die Nächte durch und tanzt Charleston und andere Modetänze auf jedem Tisch, der sich finden lässt. Sie flirtet ausgelassen, ohne jedoch die Grenze zur Frivolität zu überschreiten. Auf einer feucht-fröhlichen Gesellschaft macht sie die Bekanntschaft des reichen Erben Ben. Sie verliebt sich, aber Anne, die auf der Suche nach einem wohlhabenden Mann ist, spannt ihr Ben aus. Anne, die es mit der Tugend nie so genau genommen hat, schafft es, vor dem Traualtar zu landen, doch ihre Trunksucht und fortgesetzte Untreue machen die Ehe der beiden zur Hölle. Nach vielen Verwicklungen stirbt Anne, so dass Ben und Diana glücklich werden können.

## Hintergrund
Joan Crawford stand seit 1925 bei MGM unter Vertrag und war rasch zu einer beliebten Darstellerin aufgestiegen. Einen festen Rollentypus hatte sie allerdings noch nicht für sich gefunden und so spielte sie abwechselnd Haupt- und Nebenrollen in den unterschiedlichsten Genres. Durch Zufall bekam Crawford Mitte 1928 eine Kopie des Drehbuchs von Our Dancing Daughters zu lesen, einen Film, in dem Marion Davies die Hauptrolle spielen sollte. Joan Crawford erkannte das Potential der Rolle und überzeugte persönlich den Produzenten Hunt Stromberg, ihr  den Part der Diana Medford zu geben. Der Film wurde dann von Davies’ eigener Produktionsfirma Cosmopolitan Productions, die von ihrem Mäzen William Randolph Hearst finanziert wurde, gedreht und über MGM in den Verleih gebracht.
Die Schauspielerin äußerte sich in einem Interview später zu den Gründen, die sie zu der Überzeugung brachten, perfekt für die Rolle zu sein.

„Das war genau das Leben, das ich kannte. Ich war ein Flapper, wild nach außen, ein Mädchen, das seinen Bob herumwarf (meine Frisur setzte Trends) und die ausgelassen zum Saxophon tanzte, ein Mädchen, das auf seine Jugend und Lebenslust anstoß.“

MGM brachte den Film auf dem Höhepunkt des sog. Jazz Age, der Wilden Zwanziger auf den Markt. Der Rollentypus des Flapper inklusive des zeittypischen Haarschnitts namens Bubikopf war von Colleen Moore 1923 populär gemacht worden. In der Folgezeit kopierten Schauspielerinnen wie Louise Brooks und vor allem Clara Bow erfolgreich den Look und hatten damit Erfolg an der Kinokasse. Our Dancing Daughters erwies sich als finanzieller Hit. Das Studio war von der positiven Resonanz des Publikums überrascht, reagierte jedoch schnell und machte aus Crawford den nominellen Star des Streifens. Insoweit war es nicht unbegründet, wenn die Schauspielerin stets behauptete:

„Das Publikum hat aus mir einen Star gemacht. Nicht das Studio.“

In den nächsten Jahren drehte Crawford etliche Variationen des Themas, darunter in den beiden nachfolgenden Filmen der Our Serie: Our Modern Maidens und Our Blushing Brides. Während der Dreharbeiten hatte der Film zunächst den Arbeitstitel These Modern Girls, dann Dancing Daughters und These Naughty Times. Erst kurz vor dem offiziellen Verleih einigten sich das Studio auf Our Dancing Daughters.

## Kinoauswertung
Der Film kam am 1. September 1928 in den nationalen Verleih. Mit einem Budget von 178.000 US-Dollar war es eine für MGM-Standards kostengünstige Produktion. Er spielt in den USA mit einer Summe von 757.000 US-Dollar eine beachtliche Summe ein, was ein Indiz für die große Popularität von Joan Crawford bei ihren Fans war. Mit den Auslandseinnahmen von 342.000 US-Dollar und einem kumulierten Gesamtergebnis von 1.099.000 US-Dollar konnte das Studio am Ende einen Gewinn von 304.000 US-Dollar realisieren.

## Auszeichnungen
Der Film ging mit zwei Nominierungen in die Oscarverleihung 1930 (April), konnte jedoch keinen der Preise gewinnen:
- Beste Kamera – Arthur Edeson
- Bestes Drehbuch – Josephine Lovett

## Kritiken
Bland Johaneson verglich in der Zeitung New York Mirror Joan Crawford auf sehr vorteilhafte Weise mit Clara Bow:

„Joan Crawford, als lebenslustiges Mädchen, das jedoch stets zu seinen Idealen steht, gibt die beste Darstellung ihrer Karriere. Sie hat eine typische Clara-Bow-Rolle und tut alles, um die der Prototyp eines modernen Flappers zu sein. Joan hat Schönheit, Charme und mehr Klasse als die langbeinige Bow. Sie gibt ihnen den Eindruck, dass sie immer zuverlässig bleibt, selbst in den heißen, durchaus anstössigen Szenen, die sie spielen muss. Sie zeigt auch eine Figur wie Bow und sie kann ziemlich heisse Tanznummern aufführen.“

Photoplay, eine der einflussreichsten Zeitschriften der Filmindustrie überhaupt, führte aus:

„Mädchen mit Goldgräberträumen sollten sich den Film ansehen und lernen. Die Geschichte erzählt aus dem Leben der Jeunesse Doree und handelt von zwei Mädchen, die sich um einen Jungen streiten. Die Darstellung des Lebensgefühls ist sehr gut, komplett mit einem Yachtclub und Cocktails.“